# Carbanak
Der Name Carbanak steht sowohl für einen Betrugsfall als auch für das damit im Zusammenhang stehende APT, d. h. Schadprogramm, das im Jahr 2014 entdeckt wurde. Mit Hilfe von Phishing haben Kriminelle bis zu einer Milliarde US-Dollar von 100 Banken in über 30 Ländern wie Russland, der Ukraine, der EU und der Volksrepublik China gestohlen. Pro infiltrierter Bank konnten sie zwischen 2,5 und zehn Millionen Dollar (2,2 bis 8,8 Millionen Euro) entwenden.

## Hintergrund
Nach Medienberichten hackten sich Kriminelle mit Trojanern in die Benutzerkonten der Banken ein, erlangten Zugriff auf die Überwachungskameras der Banken sowie auf die Master-Accounts der Angestellten und konnten damit Bankautomaten so umprogrammieren, dass sie auf Wunsch höher notierte Geldscheine ausgaben, als von der Software registriert wurde. Carbanak fiel erstmals im Winter 2013 in Kiew auf. Experten von Kaspersky ermittelten zu diesem Vorfall und veröffentlichten am 16. Februar einen Bericht hierzu. Nach Ermittlungen durch Europol, FBI und Polizeien in Spanien, Rumänien, Weißrussland und Taiwan wurde in diesem Zusammenhang im März 2018 eine Person in Alicante festgenommen, drei weitere Verhaftungen wurden im August 2018 bekannt gegeben.